# Fondation HEC
La fondation HEC est une fondation de droit privé créée en 1972, à l'initiative d'anciens élèves. Elle est liée à l'école de commerce et de management du même nom, fondée à la fin du XIXe siècle, à Paris, reconnue d'utilité publique en 1973, organisée pour assurer des campagnes de levées de fonds et produits financiers et autres, pour accompagner le développement et le rayonnement de l'établissement d'enseignement supérieur consulaire HEC (EESC HEC, dotée de ce statut d'EESC, par arrêté interministériel du 23 décembre 2015). Elle est aussi partie-prenante de la gouvernance de l'école HEC, et de celle de l'association HEC Alumni, et opère en liens étroits avec l'école HEC, l'association HEC Alumni et la CCI Paris Île-de-France. En 2023, la Fondation a apporté 14,2 M€ à l'école HEC.

## Missions et stratégie
Via son activité de collecte de fonds, et l'emploi de ressources issues de la générosité publique, la Fondation HEC a vocation à concourir à l'excellence de l'école et à son rayonnement (dont via un gala annuel de la fondation, un prix de la Fondation, la publication de cahiers de recherche, l'édition de plaquettes, vidéos, etc.), mais elle promeut aussi la diversité sociale et géographique de ses élèves.
Historiquement, elle visait d'abord à « collecter des produits auprès de bienfaiteurs (personnes physiques et morales) et de les réallouer à un bénéficiaire privilégié qu'est l'école HEC, en s'appuyant notamment sur le réseau des anciens diplômés, développé et animé par l'association HEC Alumni. Les activités de l'organisme s'exercent donc dans le cadre des missions sociales largement convergentes des membres de la « communauté HEC » » note la cour des comptes (2024).
La fondation s'est dotée, selon la Cour des comptes (pour l'exercice 2018-2022) d'un objet et de missions sociales visant principalement le rayonnement de l'école HEC. Une partie de ces missions sociales ont été consacrées à la diversité sociale et internationale des étudiants (attribution de bourses d'excellences pour des étudiants étrangers diplômés, de bourses spécifiques pour des élèves issus du monde professionnel, et de prêts à taux préférentiels), à la Recherche et à l'innovation pédagogique. Elle travaille aussi à moderniser le campus.
La fondation a évolué pour répondre au fait que la CCI se désengage du financement de l'école qui doit donc passer d'un modèle subventionné à un modèle d'autofinancement (inspiré du monde anglo-saxon). Pour cela, un plan de campagne Impact Tomorrow de la Fondation HEC pour 2019-2024 a adopté un nouvel objectif financier : lever 200 millions d'euros pour soutenir les axes de développement prioritaires de l'école, et constituer un capital financier pérenne (valeurs mobilières de placement, produits de trésorerie), tout en soutenant la production de connaissances, inclusion des talents, impact sociétal, et modernisation du campus.
Plus récemment, la fondation s'est impliquée sur le sujet sur l'intelligence artificielle et la donnée, avec l'école HEC dans la création du centre « en:Hi! PARIS » (créé en 2020 par HEC et l'Institut polytechnique[Lequel ?]), en partenariat avec six entreprise pour former 500 étudiants par an d'ici 2025, et doubler le nombre de doctorants data scientists experts en intelligence artificielle.

### Stratégie de la fondation
Selon la cour des comptes (2024), la stratégie de la fondation est « adossée aux priorités de l'école », centrée sur la collecte de ressources utilisées « au profit presque exclusif d'actions portées par l'école », et intègre une politique, volontariste, de capitalisation, qui passe notamment par une « montée progressive au capital social de l'école (...) Cette trajectoire a vocation à se poursuivre et à s'accompagner d'un rôle croissant de la fondation dans la gouvernance de l'établissement, aux côtés de la Chambre de commerce et d'industrie qui restera actionnaire majoritaire ».
La fondation tout en collectant la taxe d'apprentissage auprès des entreprises, et cherche à entretenir et développer des relations avec les entreprises et mécènes, et travaille pour ce faire, avec la « Direction des partenariats » de l'école HEC (qui s'occupe de trouver et fidéliser les entreprises mécènes). La fondation, quant à elle, gère les conventions de mécénat et les appels de fonds. L'école se concentre ainsi sur les partenariats pédagogiques et la recherche (ex. : en 2022, 1,8 million d'euros ont servi à recruter des enseignants-chercheurs, financer des bourses de recherche, et financer quatre doctorants). Le soutien à l'école doctorale prend plusieurs formes : l'attribution de bourses doctorales (financées à hauteur de 500 000 € à 850 000 €, selon les années) ; et les prix de la fondation, ainsi que des conférences et autres actions de diffusion de la connaissances vers le grand public.
- Un Centre innovation et entrepreneuriat aide les startups (ex. : 482 aides accordées en 2022, avec 760 000 €)[1].
- Un programme HEC Stand up aide les femmes à devenir financièrement indépendantes (ex. : cinq sessions de formation en 2022, financées à hauteur de 383 000 €)[1].
- L'Institut society & organizations, soutenu par 313 donateurs, aide (936 000 € en 2022) des projets écologiques et sociaux[1].
- Un centre Climate & Earth a lancé une formation sur la transition climatique, et mis en place les Climate Days[1].
- Deux nouvelles chaires sur la durabilité ont aussi été financées[1].

Une « direction de la communication et du marketing » est chargée d'évènementiels et d'appels à générosité envoyés aux donateurs individuels (habituels ou potentiels), parallèlement à un suivi, individualisé, des grands donateurs. Elle prépare aussi les rapports d'activité de la fondation (dont l'information financière).

## Gouvernance
Le conseil d'administration de la fondation est composé de membres de l’école, de la Chambre de commerce et d’industrie de Paris, et de l’association des anciens diplômés : trois membres de droit représentant les pouvoirs publics ; cinq membres fondateurs ; sept personnalités qualifiées (dont au moins trois anciens élèves). Il définit la stratégie, les budgets et arrête les comptes annuels. Il est présidé (depuis juin 2024) par Olivier Sevillia (de Capgemini). Le Bureau de la fondation, dirigé par Olivier Sevillia, comprend des membres du Conseil d’administration et des invités permanents. Son comité de campagne est présidé par Rémi Buttiaux, depuis 2021, alors que depuis le lancement en 2019 de la campagne Impact tomorrowa récolté plus de 150 millions d'euros).
D'avril 2008 à 2010, François Séguineau (directeur général puis vice-président de Toshiba Systèmes France), prend la présidence de la fondation.
Cette Gouvernance est, selon la Cour des comptes, inscrite dans les relations croisées et denses de la « communauté HEC », « prévue par les statuts des partenaires, et doublée par des liens juridiques, opérationnels, capitalistiques et financiers étroits. Cette gouvernance croisée est largement consacrée à la collecte », avec « des services largement consacrés à la relation aux grands donateurs et aux mécènes (...) des contrôles internes et externes, mais une maîtrise des risques à consolider ». 
L'expression « communauté HEC », fréquente dans la documentation interne de la fondation, fait allusion, selon la cour des comptes, « à l'articulation historique et originale de l'école HEC, de l'association des anciens élèves HEC Alumni et de la fondation HEC. À ce triptyque s'ajoute la CCI Paris Ile-de-France, fondatrice de l'école et actionnaire majoritaire de l'EESC. Des liens de différentes natures - statutaires, capitalistiques, financiers, opérationnels et, de facto, personnels - assurent une relation particulièrement étroite entre les composantes de cet écosystème institutionnel » (voir annexe 4 du rapport de la Cour). Les administrateurs de la fondation HEC et de l'école HEC siègent dans les conseils d'administration et les comités spécialisés de chaque entité. Ils participent aussi à la gouvernance de l'association HEC Alumni. La fondation, l'école et l'association sont ainsi intimement liées. Ainsi, note la Cour des comptes : « la totalité des administrateurs du collège des membres fondateurs de la fondation HEC3 siège à la fois au conseil d'administration de la fondation et à celui de l'école, notamment les présidents de la fondation et de l'association, le directeur général de l'EESC, et un représentant de la CCI (en l'occurrence son président), la fondation y disposant elle-même de deux sièges. La déléguée générale de la fondation et la directrice générale de l'association siègent, par ailleurs, au comité de direction de l'école, chargé de la direction opérationnelle de l'établissement. Enfin, la fondation et l'école sont, à leur tour, impliquées dans la gouvernance de l'association HEC Alumni : le directeur général de l'EESC et le président de la fondation sont présents au comité de l'association et à son bureau. Des participations croisées sont également relevées au sein des comités spécialisés des différentes entités. Ainsi, le président de la fondation préside le comité stratégique et des partenaires au sein du conseil d'administration de l'école. Le second administrateur de la fondation qui siège au conseil d'administration de l'école est membre de son comité d'audit et d'analyse des risques. Le président de l'association HEC Alumni siège dans l'ensemble des comités spécialisés de l'école, et l'un de ses représentants au conseil d'administration de la fondation préside par ailleurs le comité de gouvernance de l'EESC. À l'inverse, des représentants de l'EESC participent au bureau de la fondation et à son comité de recherche, le directeur général de l'école étant également membre du comité de campagne. »
De plus, des liens contractuels forts existent entre ces trois partenaires (et certains de leurs satellites), ils renforcent l'imbrication de leurs intérêts et de leurs logiques d'intervention, par exemple via un contrat de mise à disposition par lequel l'école HEC prête gratuitement des locaux et mobilier de bureau, matériels informatiques, etc. à la fondation HEC, qui est située sur le campus.
Un protocole d'accord lie l'association HEC Alumni et la fondation HEC, dans la collaboration et le partage de ressources, dont la liste des anciens élèves ; et la fondation offre 250 000 euros par an à l'association pour soutenir le réseau HEC en France et à l'international. Un pacte d'actionnaires existe aussi, qui depuis 2021, fait que la CCI, la fondation HEC et HEC Alumni financent l'école et gèrent leurs relations (tout en gardant des missions clairement définies pour chaque partenaire, et en respectant le caractère d'intérêt général et non lucratif à l'école HEC).

## Budget
En 2024, la cour des comptes estime qu'il est en forte hausse, tiré par la croissance des actifs financiers, avec un compte de résultat « fortement excédentaire ». Il provient de collectes ciblant de grands donateurs (anciens élèves souvent), que la fondation cherche à fidéliser, et du Mécénat d'entreprises (également important pour l'école elle-même), avec, aussi, des fondations abritées et des apports (moindres) d'autres personnes physiques.
La stratégie de capitalisation de la fondation a permis en quatre ans (2018-2022) une hausse de plus de 18 millions d'euros de ses valeurs mobilières de placement et de sa trésorerie, faisant qu'en fin de cette période, la fondation disposait d'un portefeuille de plus de 80 M. La fondation affecte « systématiquement et de manière pérenne une part de son résultat sous forme d'actifs financiers, eux-mêmes destinés à générer des produits annuels au soutien du financement des projets de l'école. Le profil du bilan de l'organisme et son évolution entre 2018 et 2022 traduisent
l'importance de cette stratégie au cours de la période : les immobilisations financières, composées de titres de l'EESC HEC, y ont vu leur valeur passer de 2,5 M€ à 42,5 M€, et les valeurs mobilières de placement croître de 30 % pour dépasser 74,8 M€ en 2022 (hors trésorerie) ».
Les legs et libéralités sont ponctuels, mais importants, et toujours selon la cour des comptes (2024) bien gérés, mais les contributions en nature sont, elles, incomplètement valorisées ; et les appels à générosité du public seraient à actualiser, avec des annexes comptables et des conditions d'élaboration des appels à corriger, de même que la communication financière. Trois employés sont chargés de la gestion des legs et libéralités, et de la base de données CRM (Customer Relationship Management) Eudonet utilisée par la fondation dans le cadre de sa relation avec ses bienfaiteurs, et de la fidélisation et des relations donateurs.
La Fondation redistribue annuellement une partie de ses fonds collectés à l'école HEC, dans le cadre d'une coordination de leurs processus budgétaires respectifs. Cette dotation annuelle a fortement augmenté sur la période 2018-2022, « passant de 8 M€ en 2017 à plus de 12,3 M€ en 2022. Cette
dynamique s'inscrit sur fond de rénovation des statuts de l'école qui se double d'une profonde évolution de son modèle économique, avec la disparition progressive de la dotation annuelle de la CCI, fondatrice de l'établissement en 1881, et historiquement son financeur majoritaire ».
Selon la Cour des comptes, le patrimoine financier de la fondation « fait l'objet d'une gestion internalisée, très active et professionnelle, par le comité d'investissement de la fondation, même si les résultats enregistrés au cours de la période ont été en-deçà des attentes, sur un intervalle il est vrai plus court que celui de l'horizon d'investissement. Au regard du suivi complet dont il fait l'objet, confié à un prestataire externe, de la stratégie lisible sur laquelle il repose, et des procédures internes qui l'encadrent, son pilotage par les instances apparaît rigoureux ».

## Statuts
Leur dernière version a été approuvée par arrêté le 8 février 2010, mettant la fondation en conformité avec le nouveau statut d'EESC de l'école HEC. Ces nouveaux statuts mettent en avant les enjeux et objectifs de diversité et de rayonnement. L'article 1er assigne deux grandes missions à la fondation :
1. promouvoir l'émergence du pôle d'enseignement supérieur et de recherche français d'excellence parmi les meilleurs au monde développé au sein d'HEC Paris et contribuer à son maintien pour faire reconnaître une vision française et européenne des sciences et techniques de management des organisations publiques, privées, avec ou sans but lucratif ;
2. faciliter l'accès à ce pôle d'excellence et à ses différents programmes aux meilleurs étudiants de toutes origines sociales ou géographiques, contribuant ainsi à la diversité des managers de talent mis à la disposition de ces organisations (...) « la fondation HEC soutient les étudiants qui se destinent aux programmes d'enseignement développés par [l'école] ainsi que les professeurs-chercheurs qui y enseignent, et plus généralement les programmes permettant le développement de cet établissement. »

Depuis 2010, la fondation peut abriter des fondations sous égide, et « recevoir des versements pour le compte d'œuvres ou d'organismes relevant du régime fiscal du mécénat qui s'assignent un but analogue au sien ».

## Avis de la Cour des comptes
Le tout premier contrôle de la fondation par la Cour des comptes a donné lieu à un rapport produit en 2024, dans lequel la Cour conclut que les dépenses de la fondation HEC pour l'exercice 2018-2022 étaient conformes aux objectifs de l'appel public à la générosité et de la fondation elle-même, mais la Cour a émis trois réserves :
1. « certaines contributions volontaires en nature ne sont pas valorisées dans les états financiers de la fondation (la mise à disposition de matériels et les frais supportés par la direction des entreprises et des partenariats de l'école) alors qu'elles concourent directement à l'activité

de collecte de la fondation »,
1. les produits financiers issus de la générosité publique sont incorrectement exclus des ressources liées à cette générosité,
2. « l'enregistrement injustifié d'un produit intitulé « don HEC », dans le cadre de la montée de la fondation au capital de l'établissement d'enseignement supérieur consulaire (EESC) HEC, à la fois dans le compte de résultat et dans les ressources issues de la générosité publique du compte d'emploi des ressources, a conduit à délivrer aux donateurs et au public une information comptable et financière inexacte pour les exercices 2019 à 2022 ».

Concernant la gouvernance et l'organisation interne de la fondation, essentiellement organisée autour de la collecte, la Cour des comptes estime que « La maîtrise des risques et l'amélioration des procédures reposent essentiellement sur des contrôles internes, qui gagneraient à être renforcés ».